# Amniscus similis
Amniscus similis är en skalbaggsart som först beskrevs av Charles Joseph Gahan 1895.  Amniscus similis ingår i släktet Amniscus och familjen långhorningar.
Artens utbredningsområde är Dominica. Inga underarter finns listade i Catalogue of Life.